# Banque captive
 (septembre 2014).
Si vous disposez d'ouvrages ou d'articles de référence ou si vous connaissez des sites web de qualité traitant du thème abordé ici, merci de compléter l'article en donnant les références utiles à sa vérifiabilité et en les liant à la section « Notes et références ».
Une banque captive est une banque utilisée et contrôlée par le même groupe de personnes ou par la même société. Ces entités juridiques particulières peuvent aussi servir pour le compte d'un individu, ou d'une famille.
Ces banques se rencontrent dans des États bénéficiant d'une juridiction plus tolérante, plus souple mais surtout moins imposées. Ces états sont les paradis fiscaux :
- les Bahamas
- les îles Caïmans
- Anguilla
- les îles Vierges américaines
- la Dominique
- La Barbade
- Panama
- Chypre
- Bahreïn
- Guernesey
- Turks & Caïcos
- Antigua
- les Antilles Néerlandaises
- les îles Marshall
- Vanuatu
- les Seychelles
- l'île Maurice

Ces pays permettent la constitution de captives dites pures, c'est-à-dire de banques fonctionnant uniquement pour un groupe de personnes morales ou physiques déterminé, à l'avance aux autorités locales du pays d'accueil.

## Intérêts de ce type de banque
(Ce point est aussi développé au chapitre des îles Caïmans).
Plusieurs avantages déterminent l'achat d'une licence de banque captive :
- le prix de la licence, avoisinant les 50 000 $ pour les moins chères et 500 000 $ pour les  plus onéreuses ; ces chiffres ne sont pas exhaustifs.
- les impositions et autres taxes sont faibles.
- le capital social minimum, autre grand avantage où il est alors possible de fonder sa propre banque avec capital social d'environ 50 000 $ pour les États les moins chers et jusqu'à 10 000 000 $ pour les endroits les plus coûteux. Cela peut paraître important mais, à titre d'exemple, en France le capital social minimum doit être de 80 000 000 €.
- l'accès au marché inter-bancaire mondial, la possibilité donc d'agir sur les marchés financiers, d'utiliser ses propres carnets de chèques, etc.
- pouvoir se prêter ses propres capitaux, en déduisant les remboursements de ses bénéfices, pour être moins taxé dans le pays où l'investissement est réalisé, et en n'étant pas ou peu taxé dans le pays où se trouve "sa" banque captive
- pouvoir blanchir des bénéfices non déclarés ou des capitaux illicites, en se les prêtant via sa banque captive, dans la mesure où tous les pays n'ont pas instauré le même contrôle sur les fonds déposés "en liquide".
- les banques peuvent créer de la monnaie scripturale quand elles font un prêt, en ne disposant que d'un faible pourcentage du capital prêté, variable selon les pays.  Elles sont censées "détruire" cet argent quand le prêt est remboursé pour ne conserver que les intérêts. Tous les pays ne contrôlent pas rigoureusement ce mécanisme de création monétaire de leurs banques, et l'effet multiplicateur d'un capital de départ, pour celui qui possède une banque captive, permet de "multiplier" ses fonds propres pour investir, tout en bénéficiant de souplesse dans le remboursement en cas d'aléas économiques.
- La banque captive permet de recevoir des payements non déclarés comme revenus ou bénéfices dans les pays producteurs de biens ou de services, et de verser des commissions tout aussi discrètes, dans la mesure où le pays qui héberge cette banque a une législation ou des contrôles plus laxistes.

## Les banques captives aujourd'hui
Les banques captives sont utilisées principalement par des firmes privées dont l'activité principale est totalement étrangère à la finance. Ainsi, il est tout à fait envisageable qu'un constructeur automobile par exemple ait besoin de la souplesse de ces entités.

## Remarque
De même qu'il existe des banques captives il existe des compagnies d'assurances captives qui permettent à leurs utilisateurs de se couvrir contre les risques propres à leur activité.